# Linda Partridge
Linda Partridge DBE (18 de março de 1950) é uma geneticista britânica.
Estudou biologia e genética do envelhecimento (biogerontologia) e doenças associadas ao envelhecimento, e.g. mal de Alzheimer e doença de Parkinson.